# Mieczysław von Kwilecki

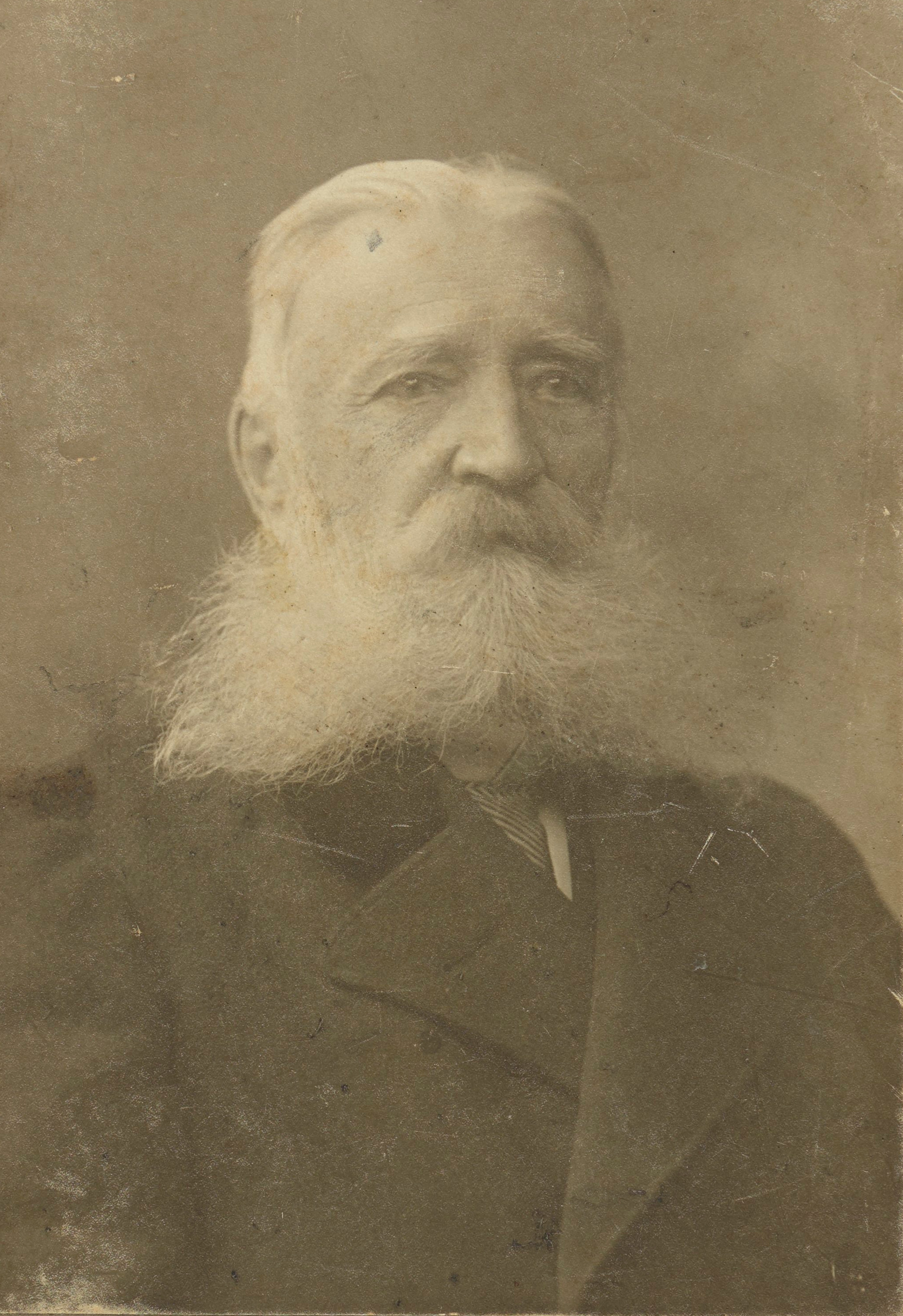
Mieczysław von Kwilecki (1916)

Mieczysław Maria Napoleon Graf Kwilecki (* 15. August 1833 in Ober-Zedlitz, Landkreis Fraustadt; † 5. Juni 1918 in Oporowo bei Wronke, Kreis Samter) war ein polnischer Großgrundbesitzer und Politiker in Preußen und dem Deutschen Kaiserreich.

## Leben
Er stammte aus der polnischen Magnatenfamilie Kwilecki. Zwischen 1851 und 1855 diente er in der preußischen Armee. Danach war er Gutsverwalter seines Besitzes, des Ritterguts Oprorowo. Er war 1864 in der polnischen Nationalbewegung aktiv. Aus diesem Grund wurde er auch angeklagt. Im Jahr 1872 war er Mitbegründer der Posener Landesbank. Außerdem unterstützte er eine Reihe polnischer Vereinigungen. Im Jahr 1895 wurde er Sachverständiger für den preußischen Staatsrat.
Kwilecki war stellvertretender Landtagsmarschall des Provinziallandtags Posen. Zwischen 1867 und 1871 gehörte er dem Reichstag des Norddeutschen Bundes an. Ab 1866 war er zudem Mitglied des preußischen Herrenhauses. Dort beteiligte er sich in Kommissionen und als Schriftführer. Ab 1916 war er Vizepräsident der polnischen Partei Kola Polskie.